# 拉泰斯特德比什
拉泰斯特德比什（法語：La Teste-de-Buch，法語發音：[la tɛst də byʃ]，意为“比什的拉泰斯特”），简称拉泰斯特，是法国吉伦特省的一个市镇，位于该省西南部，属于阿卡雄区。

## 地名
“拉泰斯特”在加斯科涅语中意为“海滨”。

## 地理
拉泰斯特德比什（44°37'51.58"N, 1°8'53.63"W）面积180.2 平方千米，位于法国新阿基坦大区吉倫特省，该省份为法国西南部沿海省份，是法國本土面积最大的省，北起滨海夏朗德省，西临大西洋，南至朗德省，东南接洛特-加龍省，东临多爾多涅省。
与拉泰斯特德比什接壤的市镇（或旧市镇、城区）包括：阿卡雄、居让-梅斯特拉斯、比斯卡羅斯、桑吉内、莱日卡普费雷。
拉泰斯特德比什的时区为UTC+01:00、UTC+02:00（夏令时）。

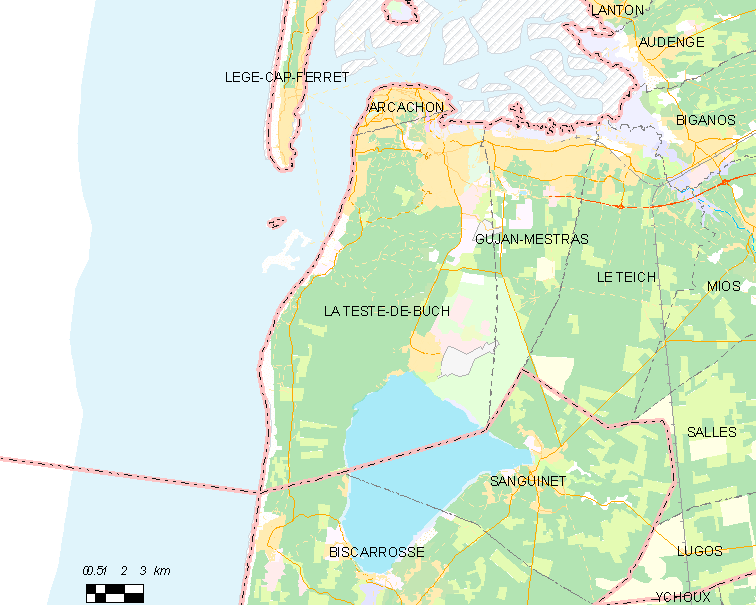
拉泰斯特德比什的OSM定位图

## 行政
拉泰斯特德比什的邮政编码为33260、33115，INSEE市镇编码为33529。

## 政治
拉泰斯特德比什所属的省级选区为拉泰斯特德比什县。

## 人口

1962-2008年间拉泰斯特德比什人口变化图示

拉泰斯特德比什于2022年1月1日时的人口数量为27141人。